# Język czoktawski
Język czoktawski, język czoktaw – język z rodziny muskogejskiej używany przez Czoktawów w południowo-wschodnich Stanach Zjednoczonych. 
Na początku XIX wieku pełnił rolę lokalnej lingua franca. Obecnie posługuje się nim niecałe 10 tysięcy osób. Jest dość blisko spokrewniony z językiem czikasawskim. Wyróżnia się trzy dialekty języka czoktawskiego: z południowo-wschodniej Oklahomy, ze środkowo-południowej Oklahomy i z Missisipi.

## Podstawowe zwroty
- Witaj! – Halito!
- Jak się masz? – Chim achukma?
- Dziękuję. – Yokote.
- Usiądź. – Binili.
- Wejdź. – Ant chokoa.
- Tak – A.
- Nie – Keyu.